# Paso Doble

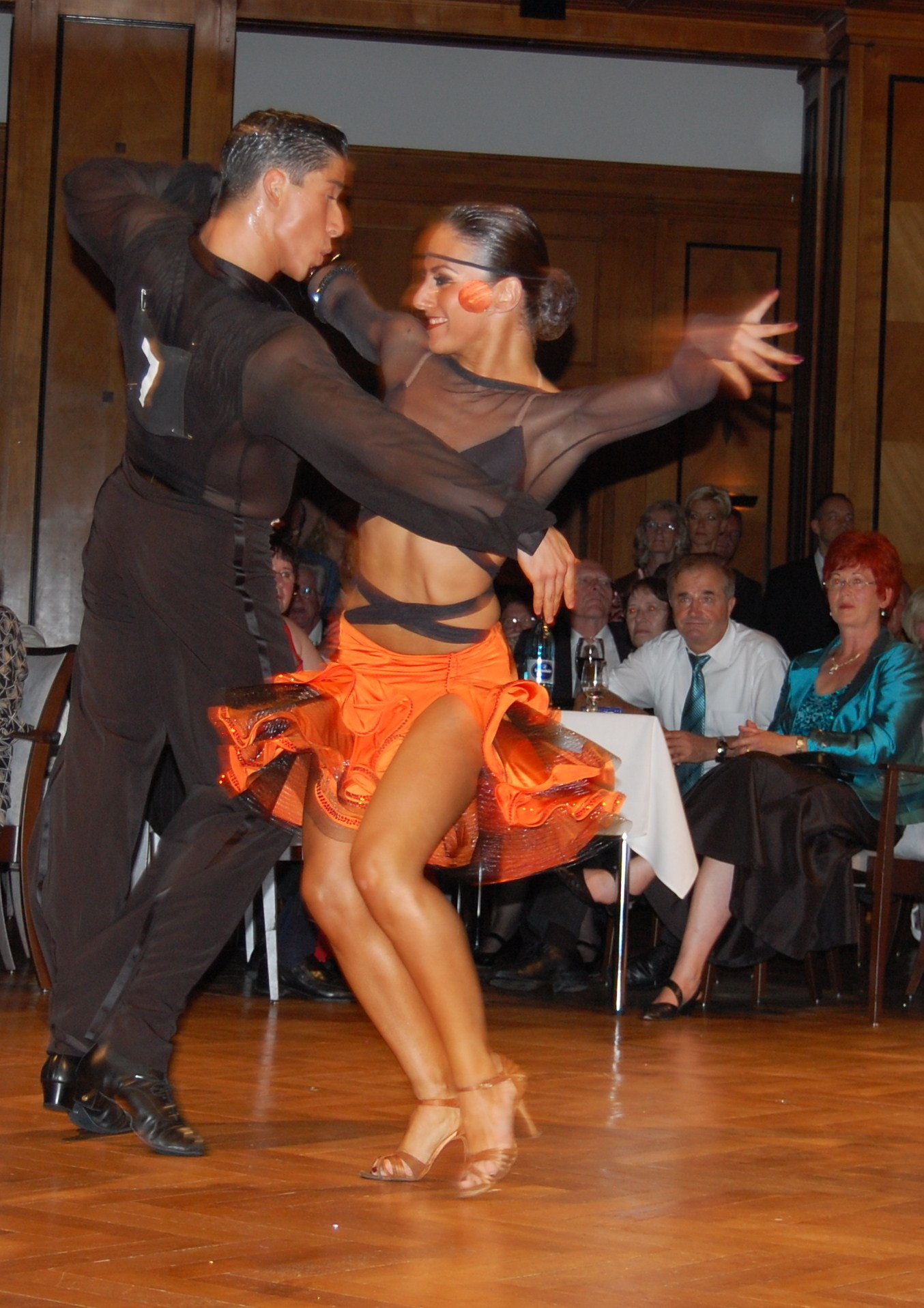
Sergey und Viktoria Tatarenko vom Ahorn-Club im Polizei-Sportverein Berlin, deutsche Vizeweltmeister der Amateure in lateinamerikanischen Tänzen, bei einem Paso Doble (2010)

Der Paso Doble (auch Paso doble geschrieben) ist ein spanischer Tanz, der im Turniertanz den Lateinamerikanischen Tänzen zugeordnet wird. Seit 1945 ist er Turniertanz und seit 1963 im Welttanzprogramm enthalten. Das als Tanzmusik verwendete gleichnamige Musikgenre (spanisch Pasodoble) entstand im 19. Jahrhundert in Spanien.
Im Turnier- und Showtanz wird der Paso Doble meist als tänzerische Darstellung des Stierkampfes interpretiert. Der Herr übernimmt dabei die Rolle des Toreros, die Dame stellt das vom Torero geführte rote Tuch (spanisch muleta) oder seinen Schatten dar, in Choreografien mit emanzipierterer Rollenverteilung auch eine vom Torero umworbene Flamencotänzerin.

## Geschichte und Verbreitung
Die Bezeichnung Paso doble bezog sich ursprünglich auf spanische Militärmärsche mit einer im Vergleich zum Marcha regular des Infanterie-Reglements auf mindestens 110 Schritte pro Minute verdoppelten Schrittgeschwindigkeit (spanisch paso redoblado, französisch pas redoublé).
Der Paso Doble war zunächst ein einfacher spanischer/südfranzösischer Paartanz mit einem einfachen Schrittmaterial. In stilisierter Form verbreitete sich dieser auch in Lateinamerika anzutreffende Gesellschaftstanz nach 1910 in anderen europäischen Ländern. Der Tanz wurde in Paris in den zwanziger Jahren choreografiert, daher die französischen Figurennamen. Heute ist der Paso Doble in Mitteleuropa in den Hintergrund gedrängt worden. Er ist zwar seit 1945 Turniertanz und wird auch in deutschen Tanzschulen gelehrt, hat jedoch in der Öffentlichkeit eine nur geringe Bedeutung.

## Charakteristik und Technik

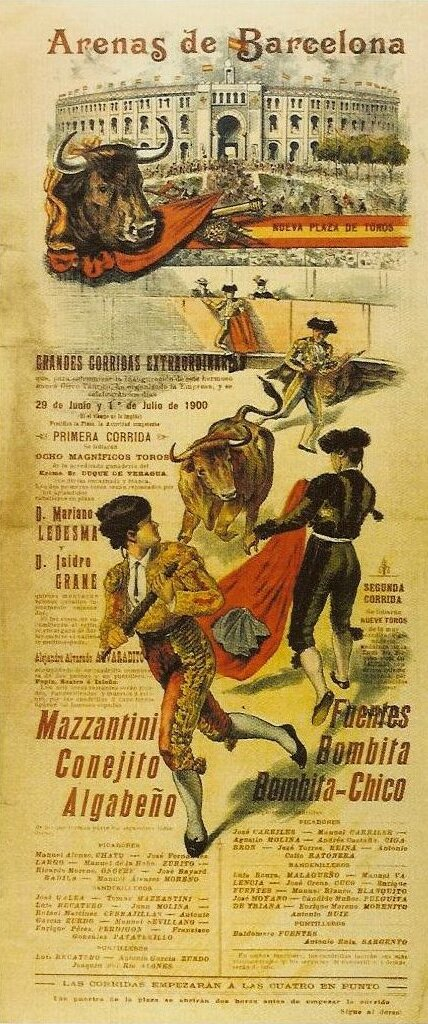
Plakat einer Stierkampfveranstaltung

Der Paso Doble ist eine Ausnahme in den Lateinamerikanischen Tänzen. Dies zeigt sich in Haltung, Schritten und der anzustrebenden durchgängigen Phrasierung der Figuren. Der Paso Doble ist ein sogenannter progressiver Tanz, das heißt man bewegt sich während des Tanzens raumgreifend durch den Saal. Der Tanz wird mit stolz erhobenem Haupt getanzt, die Schulterblätter werden nach hinten und unten gezogen, das Gewicht leicht nach vorne verlagert, durch Anspannen der Oberschenkel wird die Leiste aber weiter nach vorne gebracht, der Schwerpunkt liegt so hinter der Hüfte. Durch gleichzeitige Anspannung der Bauchmuskulatur wird verhindert, dass sich der Brustkorb nach oben weg bewegt, also öffnet. Die Ellbogen liegen weiter nach hinten als sonst üblich, durch die Tendenz nach vorne bleibt der Abstand im Paar aber gleich.
Schrittvorbereitende Hüftbewegung wie in Rumba und Cha-Cha-Cha entfallen; es werden bei raumgreifenden Schritten vielmehr diese mit der Ferse angesetzt, da Paso Doble ein Marschtanz ist; das heißt keineswegs, dass jeder Schritt auf einen Taktschlag auszuführen wäre und noch weniger, dass der Schritt gleichmäßig über den zur Verfügung stehenden Zeitraum durchgeführt würde – vielmehr gibt es Beschleunigungen innerhalb eines Schrittes.
Die Haltung des Herrn stellt den Matador mit seiner Capa dar: Bogen des Rückens, feste Spannung in den gerundeten Armen. Ein Körperkontakt zur Dame findet selten statt, etwa in den Achsen. Es wäre unlogisch, weil es lebensgefährlich für den Stierkämpfer wäre, die Capa dauernd an seinen Körper zu halten.
Die Phrasierung der Musik des Paso Doble ist durch die Choreographie widerzuspiegeln. An zwei Stellen der Musik, den Höhepunkten, wird eine statische Pose eingenommen. Häufig wird zu Beginn einer Phrase auf „eins und“ ein sogenannter Appell getanzt, ein plötzliches Umlenken der stationären, höheren Körperhaltung in eine Vorwärtsbewegung (Attacke genannt, wenn dies in Richtung der Dame ausgeführt wird). Chasses werden häufig getanzt. Armbewegungen werden schnell und in einer einzigen, runden Bewegung durchgeführt, also nicht mit Einsatz des Ellenbogens.
Technik im Sinne von Schritttechnik ist im Paso Doble kein zentrales Thema. Auffällig sind Drehungen. In Hinsicht auf die Lage der Achse – bedingt durch die Bogenspannung, ist festzuhalten: Sie liegt größtenteils außerhalb des Körpers von Dame und Herr (macht Platz für den Stier) und ermöglicht das plötzliche Verändern der Lage dieser Achsen (Ausweichen vorm Stier). Zusätzlich stehen die Achsen in der Regel nicht senkrecht. Bei der Ausführung aller Figuren ist daran zu denken, was sie im Rahmen des Stierkampfes bedeuten sollen. Hohe Sprünge in die Luft etwa sind daher nicht sinnvoll. Typisch aber ist beispielsweise die erhobene Position des Herrn (auf den hohen Fußballen), beide Hände hoch über dem Kopf: Bereit zum Todesstoß.

## Musik
Pasodoble-Kompositionen werden meist als 2⁄4-Takt notiert.
Der World Dance Council (WDC) schreibt für das Paso Doble Tempo auf Turnieren 56 Takte pro Minute vor, die World DanceSport Federation (WDSF) 60–62 Takte pro Minute. Der Deutsche Tanzsportverband (DTV), der Österreichische Tanzsportverband (ÖTSV) sowie der Schweizer Tanzsport Verband (STSV) sind jeweils Mitglied des WDSF, daher werden bei Turnieren dieser Verbände ebenfalls die WDSF Tempo-Vorgaben angewendet.
Bekannte Musikstücke sind Der Herr Torero von Maria Andergast und Hans Lang aus den zwanziger Jahren und der heute bekannteste Paso Doble España cañí (España gitana, auch Spanish Gipsy Dance oder „Zigeunertanz“ genannt) von Pascual Marquina Narro (1873–1948).